# フー・レット・ザ・キャッツ・アウト?
『フー・レット・ザ・キャッツ・アウト?』（Who Let the Cats Out?）は、アメリカ合衆国のジャズ・ギタリスト、マイク・スターンが2006年に発表したスタジオ・アルバム。

## 背景
ヘッズ・アップ・インターナショナル移籍第1弾アルバムとしてリリースされた。収録曲「KT」のタイトルは、当時スターンのレギュラー・バンドのドラマーであったキム・トンプソンのイニシャルから取られている。リチャード・ボナは11曲中4曲でベースを弾いたのに加えて、うち3曲でスキャット的なスタイルのボーカルも披露した。

## 反響・評価
アメリカの『ビルボード』では、2006年9月2日付のジャズ・アルバム・チャートで最高27位を記録した。
第49回グラミー賞では最優秀コンテンポラリー・ジャズ・アルバム賞にノミネートされた。Jeff Tamarkinはオールミュージックにおいて5点満点中4点を付け「スターンおよび選び抜かれた仲間達は、印象的なフレーズを積み重ねているが、彼らは決して、楽曲の意図や構成を無視して我を忘れることはない」と評している。

## 収録曲
全曲ともマイク・スターン作曲。
1. タンブル・ホーム - "Tumble Home" - 8:14
2. KT - "KT" - 7:57
3. グッド・クエスチョン - "Good Question" - 4:17
4. ランゲージ - "Language" - 7:03
5. ウィアー・ウィズ・ユー - "We're with You" - 5:48
6. レニ・ゴーズ・ショッピング - "Leni Goes Shopping" - 4:38
7. ロール・ウィズ・イット - "Roll with It" - 5:02
8. テキサス - "Texas" - 7:04
9. フー・レット・ザ・キャッツ・アウト? - "Who Let the Cats Out?" - 7:44
10. オール・ユー・ニード - "All You Need" - 6:57
11. ブルー・ランウェイ - "Blue Runway" - 8:37

## 参加ミュージシャン
- マイク・スターン - エレクトリック・ギター、アコースティック・ギター
- ボブ・フランセスチーニ - サクソフォーン (on #1, #2, #3, #4, #9, #10, #11)
- ボブ・マラック - サクソフォーン (on #7)
- ロイ・ハーグローヴ - トランペット (on #2, #9)
- グレゴア・マレ - ハーモニカ (on #5, #8)
- ジム・ビアード - ピアノ (on #1, #4, #5, #6, #9, #10, #11)、オルガン (on #1, #2, #3, #4, #7, #8, #10)、シンセサイザー (on #2, #5, #6, #11)、クラビネット (on #7)
- クリス・ミン・ドーキー - アコースティック・ベース (on #1, #6, #9)
- ミシェル・ンデゲオチェロ - ベース (on #2, #8)
- リチャード・ボナ - ベース (on #3, #4, #5, #10)、ボーカル (on #3, #4, #10)
- ヴィクター・ウッテン - ベース (on #7)
- アンソニー・ジャクソン - ベース (on #11)
- キム・トンプソン - ドラムス (on #1, #2, #4, #6, #7, #9, #10)
- デイヴ・ウェックル - ドラムス (on #3, #5, #8, #11)